# Harriët Freezerring
De Harriët Freezerring was een jaarlijkse prijs van het maandblad Opzij vernoemd naar de in 1977 overleden redactrice Harriët Freezer. Tussen 1978 en 2007 werd een vrouw of organisatie bekroond wier werk belangrijk is voor de emancipatie. De winnaar werd bepaald door een jury op voordracht van lezeressen van Opzij. De eerste Harriët Freezerring werd ontworpen door An van Schaick en werd tot 1986 uitgereikt. Latere ontwerpen waren van Joke Brakman, Marie-José Hoeboer, Susanne Klemm en Katja Prins.
In 2008 besliste de nieuwe hoofdredactie Margriet van der Linden om in te zetten op de Opzij Top 100 van meest invloedrijke Nederlandse vrouwen. In 2009 werd de Harriët Freezerring alsnog hernoemd tot de Opzij Emancipatieprijs die evenwel maar één keer werd uitgereikt en wel aan bondscoach Vera Pauw voor haar "onvermoeibare inzet voor gelijke kansen voor meisjes en vrouwen, zowel in de sport als daarbuiten."

## Winnaars
- 1978: Monique Möller[3]

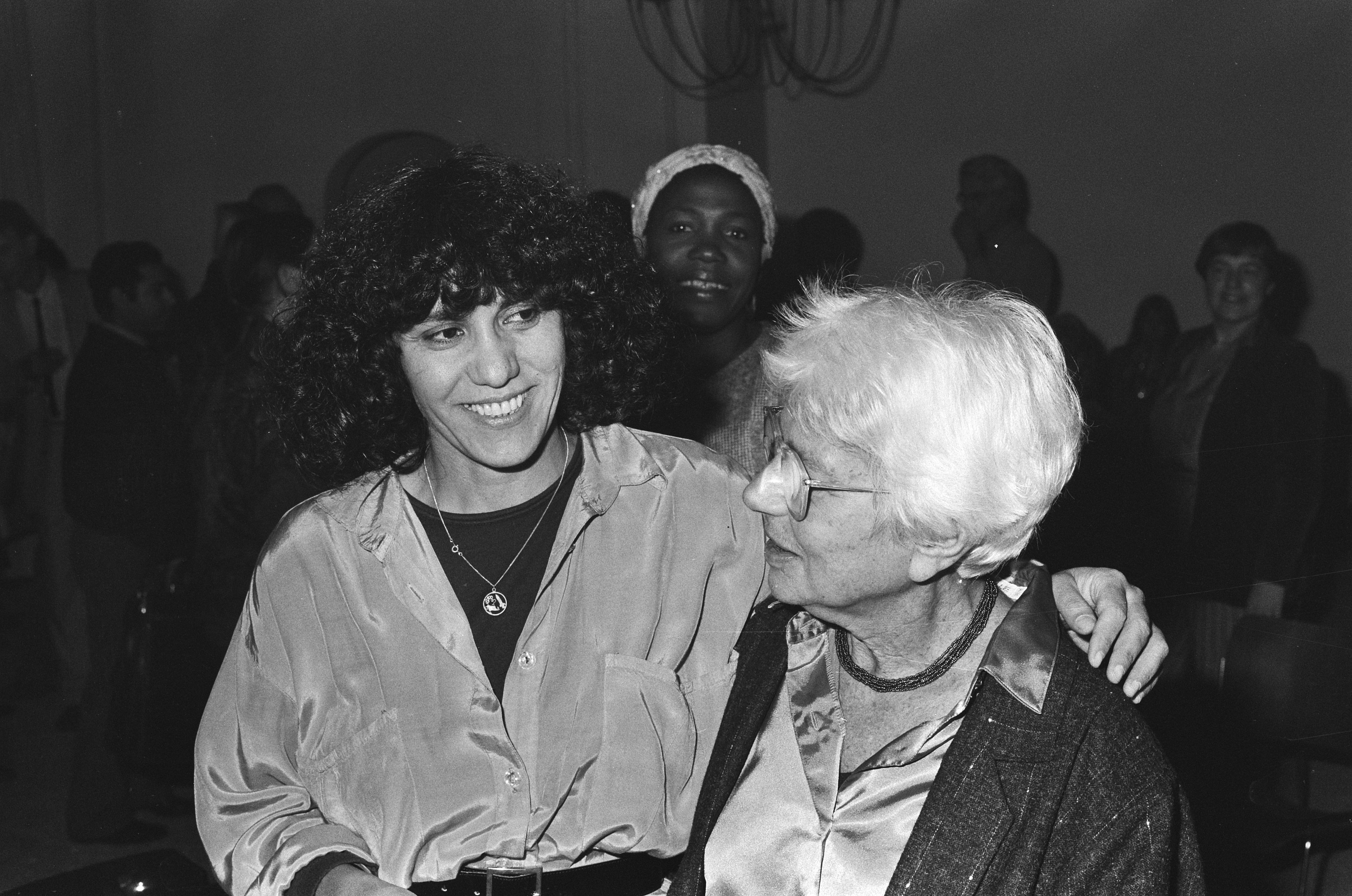
Uitreiking 1985: Maviye Karaman Ince en Eva Besnyö

- 1979: Blijf van mijn Lijf Amsterdam[4]
- 1980: Mathilde Blank
- 1981: Thea Ferwerda
- 1982: Laura Bauduin[5]
- 1983: Vereniging tegen seksuele kindermishandeling binnen het gezin (VSK)[6]
- 1984: Jeanne Brouwer
- 1985: Maviye Karaman Ince
- 1986: Antoinette van Pinxteren[7]
- 1987: Lola Verkuil[8]
- 1988: Marina de Wolf-Ferdinandusse
- 1989: Anita Direcks, en Ellen ’t Hoen[9]
- 1990: Gabi van Driem[10]
- 1991: Claire Posthumus[11]
- 1992: Hedy d'Ancona en Wim Hora Adema[12]
- 1993: Alie Kuiper[13]
- 1994: Zuster Florentina van Calsteren[14]
- 1995: Gunilla Kleiverda[15]
- 1996: Berthy Korvinus[16]
- 1997: Gabbi Wierenga
- 1998: Marjo Omtzigt[17][18]
- 1999: Paulien Rozema-van Geest (Vrouwen Ontmoetings Project)[1]
- 2000: Elga Zuidema (oprichtster LOV, Landelijk Overleg Vrouwen en Arbeidsongeschiktheid)[1]
- 2001: Mieneke Knottenbelt (directeur en medeoprichter Technika 10 Nederland)[1]
- 2002: Sonja Dikkers (oprichtster Stichting Slechts op Bezoek).[1]
- 2003: Carrie Jansen (columniste), wegens haar inzet voor de straatprostituees van de Rotterdamse Keileweg[1]
- 2004: Ayaan Hirsi Ali[1]
- 2005: Elsbeth Boor en het Proefprocessenfonds Rechtenvrouw van het Clara Wichmann Instituut[1]
- 2006: Nahed Selim
- 2007: Karina Schaapman (Karina Content)
- 2009: Vera Pauw (als "Opzij Emancipatieprijs")[2]